# Allognathus graellsianus
Allognathus graellsianus е вид коремоного от семейство Helicidae.

## Разпространение
Видът е разпространен в Испания (Балеарски острови).